# Sojuz TMA-17M
Sojuz TMA-17M è stato un volo astronautico verso la Stazione Spaziale Internazionale (ISS) e parte del programma Sojuz, ed è il 126° volo con equipaggio della navetta Sojuz dal primo volo avvenuto nel 1967.

## Equipaggio
| Ruolo               | Equipaggio                                         | Equipaggio                                         |
| ------------------- | -------------------------------------------------- | -------------------------------------------------- |
| Comandante          | Oleg Kononenko, Roscosmos Expedition 44 Terzo volo | Oleg Kononenko, Roscosmos Expedition 44 Terzo volo |
| Ingegnere di volo 1 | Kimiya Yui, JAXA Expedition 44 Primo volo          | Kimiya Yui, JAXA Expedition 44 Primo volo          |
| Ingegnere di volo 2 | Kjell Lindgren, NASA Expedition 44 Primo volo      | Kjell Lindgren, NASA Expedition 44 Primo volo      |

### Equipaggio di riserva
| Ruolo               | Equipaggio                  | Equipaggio                  |
| ------------------- | --------------------------- | --------------------------- |
| Comandante          | Jurij Malenčenko, Roscosmos | Jurij Malenčenko, Roscosmos |
| Ingegnere di volo 1 | Timothy Kopra, NASA         | Timothy Kopra, NASA         |
| Ingegnere di volo 2 | Timothy Peake, ESA          | Timothy Peake, ESA          |

## Stemma
Lo stemma, che rappresenta il 43° lancio con equipaggio della navicella Sojuz, adotta il design dello stemma della missione NASA Apollo 17, l'ultima a portare uomini sulla Luna, avvenuta 43 anni fa.
Kononenko in un'intervista ha detto di essere un grande fan del programma Apollo e che sarebbe stato un peccato non usare la somiglianza dei nomi delle due missioni: Sojuz 17 [TMA- M] e Apollo 17.
Kononenko ha sostituito la Luna con la Terra e l'aquila americana con la Sojuz, lasciando invariati i colori ma sostituendo il dio greco con Sergei Korolev, il “miglior progettista” che ha guidato l'ex Unione Sovietica allo sviluppo delle prime navicelle spaziali con equipaggio. Nello stemma Korolev sembra guardare le tre linee rosse lasciate dal passaggio della Sojuz che rappresentano sia i tre membri della Sojuz sia le tre navicelle con equipaggio che lui stesso ha sviluppato: Vostok, Voschod e Sojuz. Gli altri due elementi importanti sono un sole rosso che sorge dietro la Terra che simboleggia il Giappone e la costellazione dello scorpione con la stella Antares in evidenza che simboleggia il call sign della Sojuz TMA-17M.

## Lancio
La data di lancio della Sojuz TMA-17M era inizialmente programmata per il 26 maggio 2015 ma a causa dell'incidente con la Progress M-27M del 28 aprile l'Agenzia Spaziale Russa ha preferito rinviare il lancio della Sojuz per indagare più a fondo sulle cause del malfunzionamento, dato che le due navicelle spaziali hanno numerosi elementi in comune. Il lancio è avvenuto il 22 luglio alle 21:02 dal Cosmodromo di Bajkonur su un vettore Sojuz-FG che in otto minuti ha portato in orbita la Sojuz TMA-17M con il suo equipaggio, il comandante Sojuz Oleg Kononenko nel seggiolino centrale, l'ingegnere di volo 1 Kimiya Yui nel seggiolino a sinistra del comandante e l'ingegnere di volo 2 Kjell Lindgren nel seggiolino a destra del comandante. Nonostante il pannello solare sinistro della Sojuz non si fosse dispiegato dopo il lancio, il Centro di controllo missione di Mosca ha dato comunque il via libera per continuare la preparazione del profilo di volo breve per il rendezvous con la Stazione spaziale internazionale in sei ore, usato sin dal lancio della Sojuz TMA-08M nel 2013.
Dopo un viaggio di quattro orbite in cinque ore e mezza la Sojuz si è attraccata autonomamente al modulo russo Rassvet (MRM-1, Mini-Research Module 1) della Stazione alle 02:45 del 23 luglio. Poco dopo l'attracco l'equipaggio ha confermato la completa apertura di entrambi i pannelli solari. Nelle due ore successive, prima di poter aprire il portello, l'equipaggio è stato occupato a controllare e stabilizzare la pressione tra la Sojuz e la Stazione, per impedire che in caso di perdita potesse esserci una depressurizzazione. Verso le 5:00 finalmente Kononenko, Yui e Lindrgren sono potuti entrare in quella che sarebbe stata la loro casa per i successivi cinque mesi, dove ad accoglierli hanno trovato i restanti tre membri dell'Expedition 44 Gennadij Padalka, Michail Kornienko e Scott Kelly.

## Ritorno sulla Terra
La prima data dell'atterraggio era prevista per la seconda metà di dicembre, precisamente il 22 dicembre 2015, giorni in cui era possibile atterrare in un orario vicino al tramonto ma questo avrebbe richiesto una ricollocazione della Sojuz TMA-17M in un altro boccaporto della Stazione per far posto alla Sojuz TMA-19M che verrà lanciata il 15 dicembre e che può usare il profilo di volo breve solo nella prima metà del mese di dicembre. Per evitare questo ricollocamento l'Agenzia Spaziale Russa ha deciso di approvare un raro atterraggio notturno, due ore dopo il tramonto. L'atterraggio della Sojuz TMA-17M si è trattato del sesto atterraggio al buio e del primo atterraggio dopo il tramonto di una Sojuz dalla Stazione Spaziale Internazionale.

### Undocking
Durante l'ultima settimana a bordo della Stazione l'equipaggio della Sojuz ha iniziato a prepararsi al ritorno sulla Terra ripassando le procedure di volo e conducendo due simulazioni di atterraggio nel caso avessero dovuto affrontare delle situazioni d'emergenza durante il viaggio di ritorno. Il giorno dell'atterraggio, l'11 dicembre 2015, alle 6:25 Kononenko, Yui e Lindgren hanno salutato i compagni di equipaggio che sarebbero rimasti sulla Stazione (Kelly, Kornienko e Volkov) prima di chiudere il portello tra la Stazione e la Sojuz iniziando le procedure di tenuta, proprio come avevano fatto appena attraccati alla Stazione. Come allora, ci sono volute diverse ore per tutti i controlli di tenuta, tra la Stazione e la Sojuz, tra il modulo orbitale e il modulo di discesa della Sojuz e tutte e tre le tute Sokol degli astronauti che nel frattempo avevano indossato e si erano allacciati ai propri sedili. Alle 9:48 i ganci che tenevano uniti la Stazione con la Sojuz sono stati sganciati permettendo alle quattro molle che erano state compresse 141 giorni prima durante l'attracco della Sojuz di tornare alla loro forma originale e di allontanare la navicella senza l'uso del propellente. Gli astronauti in quelle ore successive sono stati avvisati che sul punto di atterraggio ci sarebbero state delle condizioni meteo avverse, con temperature intorno ai -5 °C, venti che superavano i 40 Km/h, nuvole a bassa quota e una leggera nevicata, ma che nelle ore successive si prevedeva addirittura un peggioramento.

### Deorbit burn
Alle 12:18 i motori della Sojuz si sono accesi per 4 minuti e 40 secondi per l'accensione di rientro (il “deorbit burn”) che ha permesso alla Sojuz di decelerare e di entrare nell'atmosfera terrestre. Prima di questo però (alle 11:46) la navicella si è divisa in tre parti di cui solo una, il modulo di discesa, quella in cui si trovavano gli astronauti, è sopravvissuta al rientro perché dotata di scudo termico. A un'altitudine di 10 Km si sono aperti i paracadute che hanno portato il modulo di discesa ad atterrare con una velocità moderata.

### Atterraggio
Alle 13:12 la Sojuz TMA-17M è atterrata nelle steppe innevate del Kazakistan a nord-est della città di Jezkazgan dove ad attenderli c'erano le squadre di recupero. La conferma dell'avvenuto atterraggio però è arrivata solo sei minuti dopo, alle 13:18, a causa delle pessime condizioni meteo che hanno impedito l'immediata individuazione del punto di atterraggio. Nei trenta minuti successivi le squadre di recupero hanno estratto l'equipaggio dalla capsula, che nel frattempo si era coricata su un fianco a causa dei forti venti, per poi portarli negli elicotteri che li hanno condotti prima all'aeroporto di Qaraǧandy dove hanno partecipato a una cerimonia di bentornato e poi Lindgren e Yui hanno preso l'aereo per gli Stati Uniti mentre Kononenko ne ha preso un altro per la Russia, separandosi per la prima volta dopo cinque mesi e concludendo così la missione della Sojuz TMA-17M.